# Alain Pédini
Alain Pédini (né le 11 mai 1949 à Nice dans les Alpes-Maritimes) est un joueur de football français, qui évoluait au poste d'attaquant.

## Biographie
Alain Pédini joue un match en Division 1 avec les Girondins de Bordeaux.
En Division 2, il joue avec les clubs de RFC Paris-Neuilly, du Stade Poitevin, du CA Mantois, de l'AS Angoulême et enfin du SC Toulon. Il dispute 290 matchs en Division 2, marquant 55 buts. Il réalise sa meilleure performance lors de la saison 1974-1975, où il inscrit 13 buts en championnat avec le CA Mantois.
Il termine sa carrière avec le club amateur de Saint-Cyr, en Division 3.